# らくらくホンシンプル
らくらくホン シンプルは、三菱電機がNTTドコモの第三世代携帯電話（FOMA）向けに開発した端末 FOMA D880SS（フォーマ・ディー はち はち まる・エス エス）のブランド名。型番末尾の SS は Super Simple の略である。

## 概要
音声通話のみに特化した異色の端末。丸みを帯びたストレート形のボディには、モノクロの1.3インチディスプレイや大きめの数字キーを配置。数字の書体は同社のエレベーターで使われているGill Sans Mediumで、見るだけでなく触ってもわかりやすいことから本機にも採用されている。カラーバリエーションは当初プラチナのみだったが、2006年12月8日にホワイトが追加された。
iモードへの対応も削除され、型番には i の文字がない。ユーザーによるメッセージの作成、受信もできない。新しく「見守り通知」機能を追加。充電スタンド（クレードル）に置くと、指定した電話番号宛にSMSを送信するものである。
このシンプルな装備や操作体系はツーカー（KDDI）のツーカーSを意識した設計であることがうかがえる。ツーカーSおよびau（KDDI・沖縄セルラー電話連合）の簡単ケータイS（A101K）はディスプレイも排除されたが、らくらくホン シンプルでは「かけた番号がわからない」「どこからかかってきたのかわからない」対策のため小さいながらも装備されており、設計思想の違いが出ている。マナーモードを残している点も差別化ポイントとなっている。
NTTドコモはこのFOMA らくらくホン シンプルによって、高齢者層のさらなる獲得を狙っていた。しかしメーカーの三菱電機が携帯電話事業から撤退し、加えてこの種の端末として唯一残っていたauの簡単ケータイSシリーズもA101Kが2009年6月をもって販売終了となり、その後継機種となるPT001も2013年3月をもって販売終了となった。これら代替の含みがある実質的な後継機として、2013年5月現在の時点において見守り歩数計 Mi-Look（KYY03）が発売されている。当然ながら本機が三菱電機として唯一のらくらくホンとなり、それ以降らくらくホンシリーズは富士通（現FCNT）以外からは発売されていない。

## 歴史
- 2005年10月3日：開発を発表
- 2005年10月26日：技術基準適合証明 (TELEC) 通過
- 2005年10月28日：電気通信端末機器審査協会 (JATE) 通過
- 2005年12月16日：発売開始
- 2006年12月8日：ホワイトが追加

## 不具合
- NTTドコモおよび三菱電機から特に報告はない。